# Golfe de Van Diemen
Pour les articles homonymes, voir Van Diemen.
Le golfe de Van Diemen est un golfe de la côte nord de l'île principale de l'Australie relevant du Territoire du Nord. Fermé à l'est par la péninsule de Cobourg et au nord-ouest par l'île Melville, il communique avec la mer de Timor, à l'ouest, par le détroit de Clarence. Le détroit de Dundas permet de joindre aussi bien la mer de Timor que la mer d'Arafura.